# Graccurris
Graccurris fue una ciudad romana correspondiente a la actual Alfaro, La Rioja fundada por Tiberio Sempronio Graco en el 179 a. C. sobre una ciudad o poblado arévaco, celtíbero, llamado Ilurce o Ilurcís, para asentar a heridos romanos e indígenas durante su campaña contra los Celtíberos.
Durante el período de conquista, fue una fiel aliada de Roma, pero durante las guerras civiles entre Cayo Mario y Sila, se pasó al bando popular dirigido por Quinto Sertorio. Cuando este fue vencido, pasó a engrosar la clientela de Pompeyo en la Península.
Fue convertida en municipio romano bajo Julio César o Augusto, asignada a la provincia Hispania Citerior Tarraconensis, perteneciendo dentro de ella al Conventus iuridicus Caesaraugustanus.
Sirvió como mansio o punto intermedio de hospedería en la vía que comunicaba Caesaraugusta con Asturica Augusta.
Actualmente se conservan los restos de esta ciudad romana en el yacimiento de las eras de San Martín en Alfaro y un ninfeo del siglo I en las orillas del río Alhama. 
En época del emperador Tiberio, acuñó moneda. Ases y Semises de bronce, con el busto del emperador en el anverso y un toro mitrado en el reverso de los ases y la cabeza del toro mitrado en el de los semises.
También se han encontrado restos de asentamientos medievales de los siglos IX y X.